# Муллино (Бураєвський район)
Му́ллино (рос. Муллино, башк. Мулла) — присілок у складі Бураєвського району Башкортостану, Росія. Входить до складу Азяковської сільської ради.
Населення — 336 осіб (2010; 381 у 2002).
Національний склад:
- башкири — 86 %